# Matti Uppa
Matti Uppa – fiński strongman.
Wymiary:
- wzrost 195 cm
- waga 135 kg

Mieszka w Pori.

## Osiągnięcia strongman
- 1995
  - 6. miejsce - Mistrzostwa Finlandii Strongman
- 1996
  - 5. miejsce - Mistrzostwa Finlandii Strongman
- 1997
  - 6. miejsce - Mistrzostwa Finlandii Strongman
- 1998
  - 2. miejsce - Mistrzostwa Finlandii Strongman
- 2001
  - 5. miejsce - Mistrzostwa Finlandii Strongman
- 2002
  - 5. miejsce - Mistrzostwa Finlandii Strongman
- 2005
  - 2. miejsce - Mistrzostwa Finlandii Strongman
- 2006
  - 14. miejsce - Super Seria 2006: Moskwa